# Marianne Hackl

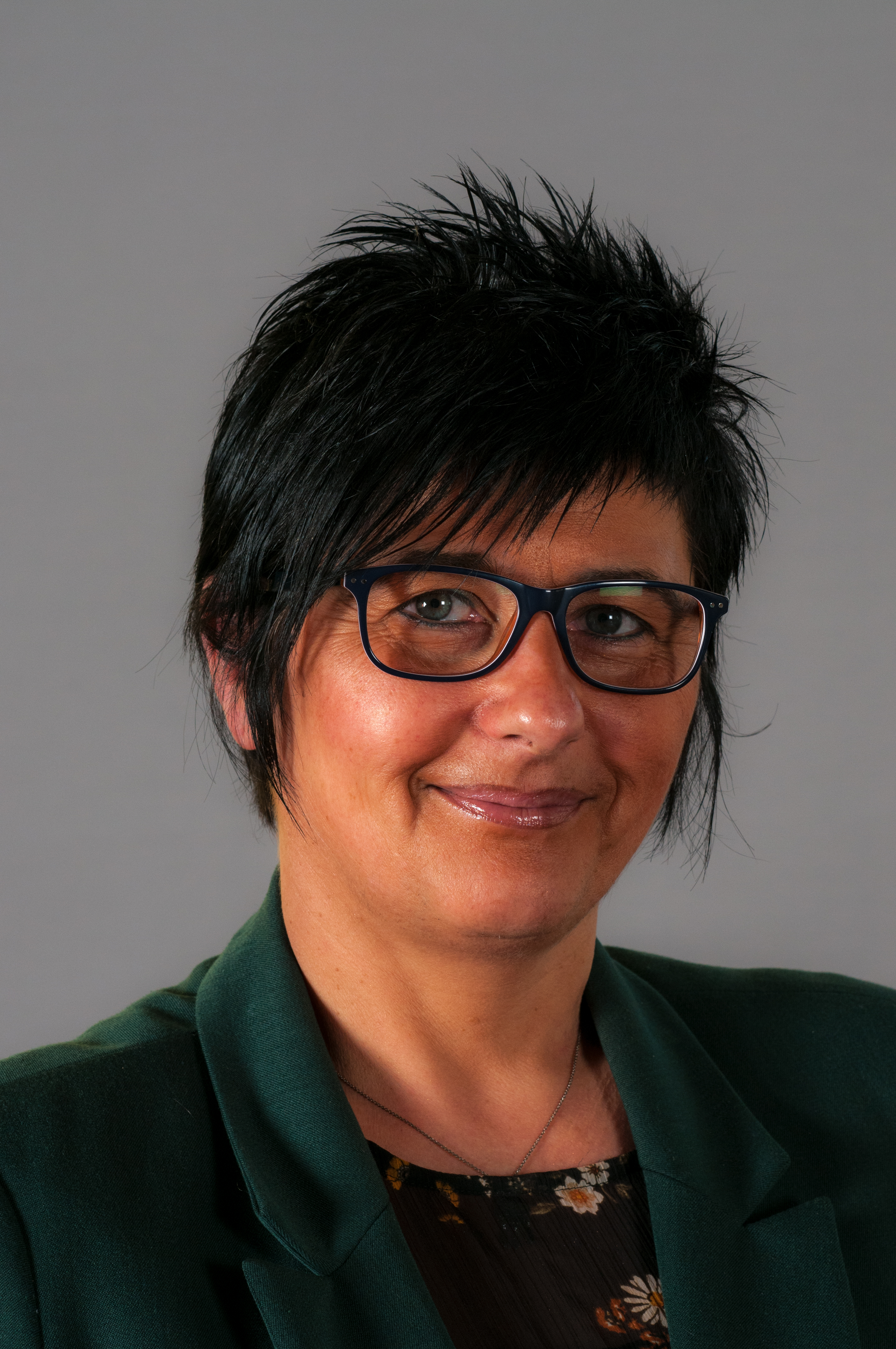
Marianne Hackl (2017)

Marianne Hackl (* 18. Juni 1967 in Oberwart) ist eine österreichische Politikerin (ÖVP). Hackl war von 2015 bis zum 16. Februar 2020 aus dem Bundesland Burgenland entsandtes Mitglied des österreichischen Bundesrats.

## Leben
Marianne Hackl wuchs in der burgenländischen Gemeinde Wörterberg auf, wo sie auch die Volksschule besuchte. Anschließend daran absolvierte sie die Hauptschule in Stegersbach sowie die Hauswirtschafts- und Haushaltungsschule in Oberwart. Seit dem Jahr 1982 ist sie im reglementierten Gewerbe als Friseurin und Perückenmacherin bzw. Stylistin tätig. Selbstständig beruflich tätig ist Hackl seit 1995 mit ihrem Unternehmen Frisörteam Marianne.
Sie ist seit 2014 Vizebürgermeisterin ihrer Heimatgemeinde Wörterberg und wurde im Anschluss an die Landtagswahl im Burgenland 2015 vom neu konstituierten Burgenländischen Landtag als Mitglied in den österreichischen Bundesrat entsandt. In diesem war sie Teil der Bundesratsfraktion der Österreichischen Volkspartei. Sie ist seit 2016 im Bezirk Güssing ÖVP-Frauenleiterin. Nach der Landtagswahl 2020 schied sie aus dem Bundesrat aus, für sie rückte Bernhard Hirczy nach.